# Vacoas-Phoenix
Vacoas-Phoenix también denominado en francés: Villes Jumelles (Pueblos Gemelos), es una de las ciudades más grandes de Mauricio. Se encuentra ubicada en la zona centro oeste de la isla de Mauricio en el Océano Índico, principalmente en el Distrito de Plaines Wilhems, su parte este se encuentra en el Distrito de Moka. La ciudad es administrada por el Consejo municipal de Vacoas-Phoenix.  Su población es de 109,136 habitantes (censo 2012). La ciudad se encuentra entre los pueblos de Quatre Bornes y Curepipe.

## Topónimo
Vacoas: es la denominación de una especie de planta cuyo nombre científico es Pandanus, que es muy abundante en esta región. Antiguamente las hojas de esta planta eran utilizadas para fabricar bolsas y esteras.
Phoenix: es el nombre que se le daba a una zona dedicada al cultivo de caña de azúcar durante la segunda mitad del siglo XIX, en la cual confluyen dos cursos de agua, los ríos Du Mesnil y Sèche. Phoenix es también una variedad de palma cultivada en estas regiones.

## Historia
Los pueblos de Vacoas y Phoenix se fusionaron en 1963. En 1968 Vacoas-Phoenix se convirtió en un municipio con poderes plenos.

## Barrios y suburbios
La localidad de Vacoas-Phoenix se encuentra dividida en diversos barrios.
- Belle-Terre
- Camp Fouquereaux
- Cinq Arpents
- Clairfonds
- Glen Park
- Henrietta
- Hermitage
- Highlands
- Hollyrood
- La Caverne
- La Marie
- Mesnil
- Phoenix
- Quinze Cantons
- Réunion
- Solférino
- St-Paul
- Visitation
- Vacoas